# Odon (évêque de Valence)
Pour les articles homonymes, voir Odon.
Odon est un évêque de Valence du milieu du XIe siècle, fils du comte de Valence (Valentinois), Geilin II.

## Biographie

### Origines
Odon est mentionné pour la première fois le 18 mars 1058, aux côtés de ses parents. Il est le fils du comte [de Valentinois], Geilin II, et d'Ava,,,. Il a quatre frères : Arbert, Rostaing, Hugues et Conon,, peut être cinq avec Guillaume, abbé de Saint-Chaffre (1087-1136),.
Les membres de la famille sont connus par une donation, datant du 18 mars 1058, à l'abbaye Saint-Chaffre.
Bien qu'il n'existe pas d'acte prouvant une filiation entre les descendants du comte Lambert et ce nouveau comte Geilin II, l'historien local Jules Chevalier (1897) indiquait qu'Odon pourrait être le neveu de l'évêque Ponce.

### Épiscopat
Odon Ier, ou Eudes Ier, est donné évêque de Valence, dans certains catalogues,, vers 1056/58 et 1060/63. Il est cependant absent de la liste donnée par le site Internet du Diocèse de Valence.
Il est ainsi placé entre les épiscopats de Ponce, vers 1056, et Gontard, en 1063. Gontard semble, par ailleurs, être son neveu,.